# Ankola
Ankola là một thị xã panchayat của quận Uttara Kannada thuộc bang Karnataka, Ấn Độ.

## Địa lý
Ankola có vị trí 14°40′B 74°18′Đ / 14,67°B 74,3°Đ Nó có độ cao trung bình là 17 mét (55 feet).

## Nhân khẩu
Theo điều tra dân số năm 2001 của Ấn Độ, Ankola có dân số 14.306 người. Phái nam chiếm 50% tổng số dân và phái nữ chiếm 50%. Ankola có tỷ lệ 78% biết đọc biết viết, cao hơn tỷ lệ trung bình toàn quốc là 59,5%: tỷ lệ cho phái nam là 83%, và tỷ lệ cho phái nữ là 74%. Tại Ankola, 10% dân số nhỏ hơn 6 tuổi.